# 科鲁利翁
科鲁利翁，是西班牙卡斯蒂利亚-莱昂莱昂省的一个市镇。 总面积91平方公里，2001年普查人口總數為1175人，人口密度為每平方公里13人。